# Velká cena Kataru silničních motocyklů 2024
Velká cena Kataru 2024 (oficiálně Qatar Airways Grand Prix of Qatar) byl úvodní závodní víkend mistrovství světa silničních motocyklů 2024. Konala se ve dnech 8. - 10. března na okruhu Lusail International Circuit. Jednalo se o jediný závodní víkend v roce 2024, kdy se závody konaly v noci za umělého osvětlení.

## Okruh
| Lusail International Circuit | Lusail International Circuit |
| ---------------------------- | ---------------------------- |
|                              |                              |
| Délka                        | 5.380 km                     |
| Počet zatáček                | 16                           |

## Časový harmonogram
| Datum      | Třída  | Aktivita        | Start           |
| ---------- | ------ | --------------- | --------------- |
| 8. března  | Moto3  | Volný trénink   | 14.00 (35 min.) |
| 8. března  | Moto2  | Volný trénink   | 14:50 (40 min.) |
| 8. března  | MotoGP | Volný trénink 1 | 15:45 (45 min.) |
| 8. března  | Moto3  | Trénink 1       | 18:15 (50 min.) |
| 8. března  | Moto2  | Trénink 1       | 19:20 (40 min.) |
| 8. března  | MotoGP | Volný trénink 2 | 20:10 (60 min.) |
| 9. března  | Moto3  | Trénink 2       | 12:10 (30 min.) |
| 9. března  | Moto2  | Trénink 2       | 12:55 (30 min.) |
| 9. března  | MotoGP | Trénink         | 13:40 (55 min.) |
| 9. března  | MotoGP | Kvalifikace 1   | 14:40 (15 min.) |
| 9. března  | MotoGP | Kvalifikace 2   | 15:05 (15 min.) |
| 9. března  | Moto3  | Kvalifikace 1   | 16:50 (15 min.) |
| 9. března  | Moto3  | Kvalifikace 2   | 17:15 (15 min.) |
| 9. března  | Moto2  | Kvalifikace 1   | 17:45 (15 min.) |
| 9. března  | Moto2  | Kvalifikace 2   | 18:10 (15 min.) |
| 9. března  | MotoGP | Sprint          | 19:00 (11 kol)  |
| 10. března | MotoGP | Warm Up         | 15:40 (10 min.) |
| 10. března | Moto3  | Závod           | 17:00 (16 kol)  |
| 10. března | Moto2  | Závod           | 18:15 (18 kol)  |
| 10. března | MotoGP | Závod           | 20:00 (21 kol)  |
| Zdroj:     |        |                 |                 |

## Startovní listina
| #      | Jezdec                  | Tým                               | Motocykl                |
| MotoGP | MotoGP                  | MotoGP                            | MotoGP                  |
| ------ | ----------------------- | --------------------------------- | ----------------------- |
| 1      | Francesco Bagnaia       | Ducati Lenovo Team                | Ducati Desmosedici GP24 |
| 5      | Johann Zarco            | Castrol Honda LCR                 | Honda RC213V            |
| 10     | Luca Marini             | Repsol Honda Team                 | Honda RC213V            |
| 12     | Maverick Viñales        | Aprilia Racing                    | Aprilia RS-GP24         |
| 20     | Fabio Quartararo        | Monster Energy Yamaha MotoGP Team | Yamaha YZR-M1           |
| 21     | Franco Morbidelli       | Prima Pramac Racing               | Ducati Desmosedici GP24 |
| 23     | Enea Bastianini         | Ducati Lenovo Team                | Ducati Desmosedici GP24 |
| 25     | Raúl Fernández          | Trackhouse Racing                 | Aprilia RS-GP23         |
| 30     | Takaaki Nakagami        | Castrol Honda LCR                 | Honda RC213V            |
| 31     | Pedro Acosta            | Red Bull GasGas Tech3             | KTM RC16                |
| 33     | Brad Binder             | Red Bull KTM Factory Racing       | KTM RC16                |
| 36     | Joan Mir                | Repsol Honda Team                 | Honda RC213V            |
| 37     | Augusto Fernández       | Red Bull GasGas Tech3             | KTM RC16                |
| 41     | Aleix Espargaró         | Aprilia Racing                    | Aprilia RS-GP24         |
| 42     | Álex Rins               | Monster Energy Yamaha MotoGP Team | Yamaha YZR-M1           |
| 43     | Jack Miller             | Red Bull KTM Factory Racing       | KTM RC16                |
| 49     | Fabio Di Giannantonio   | Pertamina Enduro VR46 Racing Team | Ducati Desmosedici GP23 |
| 72     | Marco Bezzecchi         | Pertamina Enduro VR46 Racing Team | Ducati Desmosedici GP23 |
| 73     | Álex Márquez            | Gresini Racing MotoGP             | Ducati Desmosedici GP23 |
| 88     | Miguel Oliveira         | Trackhouse Racing                 | Aprilia RS-GP24         |
| 89     | Jorge Martín            | Prima Pramac Racing               | Ducati Desmosedici GP24 |
| 93     | Marc Márquez            | Gresini Racing MotoGP             | Ducati Desmosedici GP23 |
| Moto2  |                         |                                   |                         |
| #      | Jezdec                  | Tým                               | Motocykl                |
| 3      | Sergio García           | MT Helmets - MSi                  | Boscoscuro B-24         |
| 5      | Jaume Masià             | Pertamina Mnadalika Gas Up Team   | Kalex Moto2             |
| 7      | Barry Baltus            | RW-Idrofoglia Racing GP           | Kalex Moto2             |
| 10     | Diogo Moreira           | Italtrans Racing Team             | Kalex Moto2             |
| 11     | Álex Escrig             | Klint Forward Factory Team        | Forward F2              |
| 12     | Filip Salač             | Elf Marc VDS Racing Team          | Kalex Moto2             |
| 13     | Celestino Vietti        | Red Bull KTM Ajo                  | Kalex Moto2             |
| 14     | Tony Arbolino           | Elf Marc VDS Racing Team          | Kalex Moto2             |
| 15     | Darryn Binder           | Liqui Moly Husqvarna Intact GP    | Kalex Moto2             |
| 16     | Joe Roberts             | OnlyFans American Racing Team     | Kalex Moto2             |
| 18     | Manuel González         | QJmotor Gresini Moto2             | Kalex Moto2             |
| 20     | Xavi Cardelús           | Fantic Racing                     | Kalex Moto2             |
| 21     | Alonso López            | Speed Up Racing                   | Boscoscuro B-24         |
| 22     | Ayumu Sasaki            | Yamaha VR46 Master Camp Team      | Kalex Moto2             |
| 24     | Marcos Ramírez          | OnlyFans American Racing Team     | Kalex Moto2             |
| 28     | Izan Guevara            | CFMoto Aspar Team                 | Kalex Moto2             |
| 34     | Mario Aji               | Idemitsu Honda Team Asia          | Kalex Moto2             |
| 35     | Somkiat Chantra         | Idemitsu Honda Team Asia          | Kalex Moto2             |
| 43     | Xavier Artigas          | Klint Forward Factory Team        | Forward F2              |
| 44     | Arón Canet              | Fantic Racing                     | Kalex Moto2             |
| 52     | Jeremy Alcoba           | Yamaha VR46 Master Camp Team      | Kalex Moto2             |
| 53     | Deniz Öncü              | Red Bull KTM Ajo                  | Kalex Moto2             |
| 54     | Fermín Aldeguer         | Speed Up Racing                   | Boscoscuro B-24         |
| 64     | Bo Bendsneyder          | Pertamina Mandalika Gas Up Team   | Kalex Moto2             |
| 71     | Dennis Foggia           | Italtrans Racing Team             | Kalex Moto2             |
| 75     | Albert Arenas           | QJmotor Gresini Moto2             | Kalex Moto2             |
| 79     | Ai Ogura                | MT Helmets - MSi                  | Boscoscuro B-24         |
| 81     | Senna Agius             | Liqui Moly Husqvarna Intact GP    | Kalex Moto2             |
| 84     | Zonta van den Goorbergh | RW-Idrofoglia Racing GP           | Kalex Moto2             |
| 96     | Jake Dixon              | CFMoto Aspar Team                 | Kalex Moto2             |
| Moto3  |                         |                                   |                         |
| #      | Jezdec                  | Tým                               | Motocykl                |
| 5      | Tatchakorn Buasri       | Honda Team Asia                   | Honda NSF250RW          |
| 6      | Ryusei Yamanaka         | MT Helmets -MSi                   | KTM RC250GP             |
| 7      | Filippo Farioli         | Sic58 Squadra Corse               | Honda NSF250RW          |
| 10     | Nicola Carraro          | LevelUp - MTA                     | KTM RC250GP             |
| 12     | Jacob Roulstone         | Red Bull GasGas Tech3             | Gas Gas RC250GP         |
| 18     | Matteo Bertelle         | Rivacold Snipers Team             | Honda NSF250RW          |
| 19     | Scott Ogden             | MLav Racing                       | Honda NSF250RW          |
| 21     | Vicente Pérez           | Red Bull KTM Ajo                  | KTM RC250GP             |
| 22     | David Almansa           | Rivacold Snipers Team             | Honda NSF250RW          |
| 24     | Tatsuki Suzuki          | Liqui Moly Husqvarna Intact GP    | Husqvarna FR250GP       |
| 31     | Adrián Fernández        | Leopard Racing                    | Honda NSF250RW          |
| 36     | Ángel Piqueras          | Leopard Racing                    | Honda NSF250RW          |
| 48     | Iván Ortolá             | MT Helmets - MSi                  | KTM RC250GP             |
| 54     | Riccardo Rossi          | CIP Green Power                   | KTM RC250GP             |
| 55     | Noah Dettwiler          | CIP Green Power                   | KTM RC250GP             |
| 58     | Luca Lunetta            | Sic58 Squadra Corse               | Honda NSF250RW          |
| 64     | David Muńoz             | Boé Motorsports                   | KTM RC250GP             |
| 66     | Joel Kelso              | Boé Motorsports                   | KTM RC250GP             |
| 70     | Joshua Whatley          | MLav Racing                       | Honda NSF250RW          |
| 72     | Taiyo Furusato          | Honda Team Asia                   | Honda NSF250RW          |
| 78     | Joel Esteban            | CFMoto Aspar Team                 | CFMoto Moto3            |
| 80     | David Alonso            | CFMoto Aspar Team                 | CFMoto Moto3            |
| 82     | Stefano Nepa            | LevelUp - MTA                     | KTM RC250GP             |
| 95     | Collin Veijer           | Liqui Moly Husqvarna Intact GP    | Husqvarna FR250GP       |
| 96     | Daniel Holgado          | Red Bull Gas Gas Tech3            | Gas Gas RC250GP         |
| 99     | José Antonio Rueda      | Red Bull KTM Ajo                  | KTM RC250GP             |

## MotoGP

### Kvalifikace
| *                                                     | *                                                 | *                                                |
| _______1_______ Jorge Martín Ducati 1:50.789          |                                                   |                                                  |
|                                                       | _______2_______ Aleix Espargaró Aprilia 1:50.872  |                                                  |
|                                                       |                                                   | _______3_______ Enea Bastianini Ducati 1:50.875  |
| _______4_______ Brad Binder KTM 1:50.913              |                                                   |                                                  |
|                                                       | _______5_______ Francesco Bagnaia Ducati 1:50.928 |                                                  |
|                                                       |                                                   | _______6_______ Marc Márquez Ducati 1:50.961     |
| _______7_______ Fabio Di Giannantonio Ducati 1:51.019 |                                                   |                                                  |
|                                                       | _______8_______ Pedro Acosta KTM 1:51.130         |                                                  |
|                                                       |                                                   | _______9_______ Álex Márquez Ducati 1:51.266     |
| _______10_______ Maverick Viñales Aprilia 1:51.306    |                                                   |                                                  |
|                                                       | _______11_______ Jack Miller KTM 1:51.340         |                                                  |
|                                                       |                                                   | _______12_______ Raúl Fernández Aprilia 1:51.521 |
| _______13_______ Johann Zarco Honda 1:51.537          |                                                   |                                                  |
|                                                       | _______14_______ Miguel Oliveira Aprilia 1:51.565 |                                                  |
|                                                       |                                                   | _______15_______ Marco Bezzecchi Ducati 1:51.864 |
| _______16_______ Fabio Quartararo Yamaha 1:51.918     |                                                   |                                                  |
|                                                       | _______17_______ Joan Mir Honda 1:52.026          |                                                  |
|                                                       |                                                   | _______18_______ Augusto Fernández KTM 1:52.204  |
| _______19_______ Takaaki Nakagami Honda 1:52.228      |                                                   |                                                  |
|                                                       | _______20_______ Álex Rins Yamaha 1:52.327        |                                                  |
|                                                       |                                                   | _______21_______ Luca Marini Honda 1:52.952      |
| _______22_______ Franco Morbidelli Ducati 1:52.980    |                                                   |                                                  |
| ----------------------------------------------------- | ------------------------------------------------- | ------------------------------------------------ |

Zdroj

### Výsledky Sprintu
| Pozice | Jezdec                | Motocykl | Kola | Čas       | Body |
| ------ | --------------------- | -------- | ---- | --------- | ---- |
| 1      | Jorge Martín          | Ducati   | 11   | 20:41.287 | 12   |
| 2      | Brad Binder           | KTM      | 11   | +0.548    | 9    |
| 3      | Aleix Espargaró       | Aprilia  | 11   | +0.729    | 7    |
| 4      | Francesco Bagnaia     | Ducati   | 11   | +1.625    | 6    |
| 5      | Marc Márquez          | Ducati   | 11   | +1.872    | 5    |
| 6      | Enea Bastianini       | Ducati   | 11   | +2.322    | 4    |
| 7      | Álex Márquez          | Ducati   | 11   | +3.154    | 3    |
| 8      | Pedro Acosta          | KTM      | 11   | +4.431    | 2    |
| 9      | Maverick Viñales      | Aprilia  | 11   | +6.738    | 1    |
| 10     | Jack Miller           | KTM      | 11   | +12:670   |      |
| 11     | Marco Bezzecchi       | Ducati   | 11   | +12.835   |      |
| 12     | Fabio Quartararo      | Yamaha   | 11   | +12.863   |      |
| 13     | Miguel Oliveira       | Aprilia  | 11   | +13.095   |      |
| 14     | Raúl Fernández        | Aprilia  | 11   | +13.795   |      |
| 15     | Joan Mir              | Honda    | 11   | +14.096   |      |
| 16     | Johann Zarco          | Honda    | 11   | +14.840   |      |
| 17     | Álex Rins             | Yamaha   | 11   | +15.629   |      |
| 18     | Augusto Fernández     | KTM      | 11   | +17.711   |      |
| 19     | Takaaki Nakagami      | Honda    | 11   | +22.733   |      |
| 20     | Franco Morbidelli     | Ducati   | 11   | +23.267   |      |
| 21     | Luca Marini           | Honda    | 11   | +25.553   |      |
| DNF    | Fabio Di Giannantonio | Ducati   | 2    | Pád       |      |
| Zdroj  |                       |          |      |           |      |

### Výsledky závodu
Závod byl vypsán na 22 kol, ale kvůli technickým problémům Raúla Fernándeze během zahřívacího kola bylo přidáno druhé zahřívací kolo a tím byl závod zkrácen na 21 kol.
| Pozice | Jezdec                | Motocykl | Kola | Čas                | Body |
| ------ | --------------------- | -------- | ---- | ------------------ | ---- |
| 1      | Francesco Bagnaia     | Ducati   | 21   | 39:34.869          | 25   |
| 2      | Brad Binder           | KTM      | 21   | +1.329             | 20   |
| 3      | Jorge Martín          | Ducati   | 21   | +1.933             | 16   |
| 4      | Marc Márquez          | Ducati   | 21   | +3.429             | 13   |
| 5      | Enea Bastianini       | Ducati   | 21   | +5.153             | 11   |
| 6      | Álex Márquez          | Ducati   | 21   | +6.791             | 10   |
| 7      | Fabio Di Giannantonio | Ducati   | 21   | +9.161             | 9    |
| 8      | Aleix Espargaró       | Aprilia  | 21   | +11.242            | 8    |
| 9      | Pedro Acosta          | KTM      | 21   | +11.595            | 7    |
| 10     | Maverick Viñales      | Aprilia  | 21   | +13.197            | 6    |
| 11     | Fabio Quartararo      | Yamaha   | 21   | +17.701            | 5    |
| 12     | Johann Zarco          | Honda    | 21   | +18.075            | 4    |
| 13     | Joan Mir              | Honda    | 21   | +18.437            | 3    |
| 14     | Marco Bezzecchi       | Ducati   | 21   | +19.194            | 2    |
| 15     | Miguel Oliveira       | Aprilia  | 21   | +20.717            | 1    |
| 16     | Álex Rins             | Yamaha   | 21   | +24.093            |      |
| 17     | Augusto Fernández     | KTM      | 21   | +24.106            |      |
| 18     | Franco Morbidelli     | Ducati   | 21   | +24.641            |      |
| 19     | Takaaki Nakagami      | Honda    | 21   | +25.556            |      |
| 20     | Luca Marini           | Honda    | 21   | +42.422            |      |
| 21     | Jack Miller           | KTM      | 21   | +42.761            |      |
| DNF    | Raúl Fernández        | Aprilia  | 17   | Technické problémy |      |
| Zdroj  |                       |          |      |                    |      |

## Moto2

### Kvalifikace
| *                                                    | *                                                | *                                                      |
| _______1_______ Arón Canet Kalex 1:56.768            |                                                  |                                                        |
|                                                      | _______2_______ Alonso López Boscoscuro 1:56.890 |                                                        |
|                                                      |                                                  | _______3_______ Albert Arenas Kalex 1:57.025           |
| _______4_______ Manuel González Kalex 1:57.027       |                                                  |                                                        |
|                                                      | _______5_______ Tony Arbolino Kalex 1:57.214     |                                                        |
|                                                      |                                                  | _______6_______ Barry Baltus Kalex 1:57.579            |
| _______7_______ Marco Ramírez Kalex 1:57.396         |                                                  |                                                        |
|                                                      | _______8_______ Izan Guevara Kalex 1:57.463      |                                                        |
|                                                      |                                                  | _______9_______ Zonta van den Goorbergh Kalex 1:57.579 |
| _______10_______ Fermín Aldeguer Boscoscuro 1:57.362 |                                                  |                                                        |
|                                                      | _______11_______ Darryn Binder Kalex 1:57.584    |                                                        |
|                                                      |                                                  | _______12_______ Jeremy Alcoba Kalex 1:57.610          |
| _______13_______ Ai Ogura Boscoscuro 1:57.690        |                                                  |                                                        |
|                                                      | _______14_______ Joe Roberts Kalex 1:57.720      |                                                        |
|                                                      |                                                  | _______15_______ Somkiat Chantra Kalex 1:57.762        |
| _______16_______ Celestino Vietti Kalex 1:57.777     |                                                  |                                                        |
|                                                      | _______17_______ Bo Bendsneyder Kalex 1:57.795   |                                                        |
|                                                      |                                                  | _______18_______ Sergio García Boscoscuro 1:57.918     |
| _______19_______ Filip Salač Kalex 1:57.982          |                                                  |                                                        |
|                                                      | _______20_______ Deniz Öncü Kalex 1:58.004       |                                                        |
|                                                      |                                                  | _______21_______ Senna Agius Kalex 1:58.345            |
| _______22_______ Jaume Masià Kalex 1:58.412          |                                                  |                                                        |
|                                                      | _______23_______ Dennis Foggia Kalex 1:58.464    |                                                        |
|                                                      |                                                  | _______24_______ Álex Escrig Forward 1:58.493          |
| _______25_______ Ayumu Sasaki Kalex 1:58.654         |                                                  |                                                        |
|                                                      | _______26_______ Diogo Moreira Kalex 1:58.817    |                                                        |
|                                                      |                                                  | _______27_______ Xavi Cardelús Kalex 1:59.161          |
| _______28_______ Mario Aji Kalex 1:59.368            |                                                  |                                                        |
|                                                      | _______29_______ Xavier Artigas Forward 2:01.328 |                                                        |
| ---------------------------------------------------- | ------------------------------------------------ | ------------------------------------------------------ |

Zdroj:

### Výsledky závodu
| Pozice | Jezdec                  | Motocykl   | Kola | Čas                | Body |
| ------ | ----------------------- | ---------- | ---- | ------------------ | ---- |
| 1      | Alonso López            | Boscoscuro | 18   | 35:45.595          | 25   |
| 2      | Barry Baltus            | Kalex      | 18   | +0.055             | 20   |
| 3      | Sergio García           | Boscoscuro | 18   | +0.742             | 16   |
| 4      | Ai Ogura                | Boscoscuro | 18   | +1.514             | 13   |
| 5      | Manuel González         | Kalex      | 18   | +5.100             | 11   |
| 6      | Marcos Ramírez          | Kalex      | 18   | +5.320             | 10   |
| 7      | Joe Roberts             | Kalex      | 18   | +9.058             | 9    |
| 8      | Albert Arenas           | Kalex      | 18   | +9.210             | 8    |
| 9      | Celestino Vietti        | Kalex      | 18   | +10.710            | 7    |
| 10     | Arón Canet              | Kalex      | 18   | +10.879            | 6    |
| 11     | Somkiat Chantra         | Kalex      | 18   | +15.066            | 5    |
| 12     | Jeremy Alcoba           | Kalex      | 18   | +18.986            | 4    |
| 13     | Zonta van den Goorbergh | Kalex      | 18   | +19.038            | 3    |
| 14     | Bo Bendsneyder          | Kalex      | 18   | +22.338            | 2    |
| 15     | Deniz Öncü              | Kalex      | 18   | +22.568            | 1    |
| 16     | Fermín Aldeguer         | Boscoscuro | 18   | +25.220            |      |
| 17     | Senna Agius             | Kalex      | 18   | +27.060            |      |
| 18     | Darryn Binder           | Kalex      | 18   | +28.515            |      |
| 19     | Dennis Foggia           | Kalex      | 18   | +30.099            |      |
| 20     | Tony Arbolino           | Kalex      | 18   | +30.356            |      |
| 21     | Filip Salač             | Kalex      | 18   | +41.203            |      |
| 22     | Diogo Moreira           | Kalex      | 18   | +43.118            |      |
| 23     | Xavi Cardelús           | Kalex      | 18   | +43.185            |      |
| 24     | Mario Aji               | Kalex      | 18   | +43.259            |      |
| 25     | Jaume Masià             | Kalex      | 18   | +43.623            |      |
| 26     | Álex Escrig             | Forward    | 18   | + 1 kolo           |      |
| 27     | Xavier Artigas          | Forward    | 18   | + 1 kolo           |      |
| DNF    | Izan Guevara            | Kalex      | 17   | Technické problémy |      |
| DNF    | Ayumu Sasaki            | Kalex      | 17   | Pád                |      |
| DNS    | Jake Dixon              | Kalex      |      | Neodstartoval      |      |
| Zdroj  |                         |            |      |                    |      |

## Moto3

### Kvalifikace
| *                                                  | *                                                 | *                                                 |
| _______1_______ Daniel Holgado Gas Gas 2:02.276    |                                                   |                                                   |
|                                                    | _______2_______ Iván Ortolá KTM 2:02.541          |                                                   |
|                                                    |                                                   | _______3_______ José Antonio Rueda KTM 2:02.596   |
| _______4_______ Adrián Fernández Honda 2:02.632    |                                                   |                                                   |
|                                                    | _______5_______ Matteo Bertelle Honda 2:02.672    |                                                   |
|                                                    |                                                   | _______6_______ Joel Kelso KTM 2:02.691           |
| _______7_______ Riccardo Rossi KTM 2:03.020        |                                                   |                                                   |
|                                                    | _______8_______ David Alonso CFMoto 2:03.059      |                                                   |
|                                                    |                                                   | _______9_______ Vicente Pérez KTM 2:03.166        |
| _______10_______ Collin Veijer Husqvarna 2:03.249  |                                                   |                                                   |
|                                                    | _______11_______ Filippo Farioli Honda 2:03.327   |                                                   |
|                                                    |                                                   | _______12_______ Ángel Piqueras Honda 2:03.370    |
| _______13_______ David Muňoz KTM 2:03.389          |                                                   |                                                   |
|                                                    | _______14_______ Luca Lunetta Honda 2:03.390      |                                                   |
|                                                    |                                                   | _______15_______ Ryusei Yamanaka KTM 2:03.462     |
| _______16_______ Stefano Nepa KTM 2:03.551         |                                                   |                                                   |
|                                                    | _______17_______ Jacob Roulstone Gas Gas 2:03.760 |                                                   |
|                                                    |                                                   | _______18_______ Taiyo Furusato Honda 2:04.071    |
| _______19_______ Tatsuki Suzuki Husqvarna 2:04.468 |                                                   |                                                   |
|                                                    | _______20_______ Scott Ogden Honda 2:04.716       |                                                   |
|                                                    |                                                   | _______21_______ Joshua Whatley Honda 2:04.858    |
| _______22_______ Nicolo Carraro KTM 2:05.163       |                                                   |                                                   |
|                                                    | _______23_______ Joel Esteban CFMoto 2:05.365     |                                                   |
|                                                    |                                                   | _______24_______ Tatchakorn Buasri Honda 2:05.634 |
| _______25_______ Noah Dettwiler KTM 2:05.738       |                                                   |                                                   |
| -------------------------------------------------- | ------------------------------------------------- | ------------------------------------------------- |

Zdroj:

### Výsledky závodu
| Pozice | Jezdec             | Motocykl  | Kola | Čas           | Body |
| ------ | ------------------ | --------- | ---- | ------------- | ---- |
| 1      | David Alonso       | CFMoto    | 16   | 33:19.778     | 25   |
| 2      | Daniel Holgado     | Gas Gas   | 16   | +0.041        | 20   |
| 3      | Taiyo Furusato     | Honda     | 16   | +0.143        | 16   |
| 4      | Riccardo Rossi     | KTM       | 16   | +0.186        | 13   |
| 5      | Collin Veijer      | Husqvarna | 16   | +0.338        | 11   |
| 6      | Stefano Nepa       | KTM       | 16   | +0.416        | 10   |
| 7      | Tatsuki Suzuki     | Husqvarna | 16   | +1.144        | 9    |
| 8      | Joel Kelso         | KTM       | 16   | +9.465        | 8    |
| 9      | Iván Ortolá        | KTM       | 16   | +10.019       | 7    |
| 10     | Jacob Roulstone    | Gas Gas   | 16   | +10.626       | 6    |
| 11     | Joel Esteban       | CFMoto    | 16   | +10.827       | 5    |
| 12     | Ángel Piqueras     | Honda     | 16   | +10.933       | 4    |
| 13     | Scott Ogden        | Honda     | 16   | +12.928       | 3    |
| 14     | Nicola Carraro     | KTM       | 16   | +12.946       | 2    |
| 15     | Luca Lunetta       | Honda     | 16   | +13.527       | 1    |
| 16     | David Muńoz        | KTM       | 16   | +15.953       |      |
| 17     | Noah Dettwiler     | KTM       | 16   | +28.926       |      |
| 18     | Joshua Whatley     | Honda     | 16   | +29.126       |      |
| 19     | Tatchakorn Buasri  | Honda     | 16   | +34.620       |      |
| DNF    | Vicente Pérez      | KTM       | 15   | Pád           |      |
| DNF    | Adrián Fernández   | Honda     | 15   | Pád           |      |
| DNF    | Ryusei Yamanaka    | KTM       | 14   | Pád           |      |
| DNF    | Filippo Farioli    | Honda     | 4    | Pád           |      |
| DNF    | Matteo Bertelle    | Honda     | 4    | Pád           |      |
| DNF    | José Antonio Rueda | KTM       | 2    | Pád           |      |
| DNS    | David Almansa      | Honda     |      | Neodstartoval |      |
| Zdroj  |                    |           |      |               |      |

| Předchozí Velká cena: -                  | Mistrovství světa silničních motocyklů 2024 | Následující Velká cena: Velká cena Portugalska 2024 |
| Předchozí ročník: Velká cena Kataru 2023 | Velká cena Kataru silničních motocyklů      | Následující ročník: Velká cena Kataru 2025          |